# كارديتسوماغولا (كارديتسا)
كارديتسوماغولا (Καρδιτσομαγούλα) هي مدينة في كارديتسا في مقاطعة فوريا إلادا في اليونان.
يبلغ عدد سكانها حوالي 1865 نسمة.